# Remy Ryan
Remy Ryan Hernandez (Los Angeles, 24 de janeiro de 1984) é uma atriz americana.

Filmes: Robocop 3